# ژپچه
ژپچه (به لهستانی:  Rzepcze) یک روستا در لهستان است که در گمینا گووگووک واقع شده‌است.